# عقد 1450
عقد 1450 هو عقد امتد بين 1 يناير 1450 و31 ديسمبر 1459 بحسب التقويم الميلادي. سبقه عقد 1440 ولحقه عقد 1460.

## أحداث
- فتح القسطنطينية (1453)
- معركة سانت ألبانز الأولى (1455)
- معركة المياه البيضاء (1457)
- معركة جسر لودفورد (1459)
- معركة بلور هيث (1459)

## مواليد
- جون كابوت (1450)
- أمريكو فسبوتشي (1454)
- كمال ريس (1451)
- أنجلو بوليزيانو (1454)
- ماري ستيوارت، كونتيسة أران (1451)
- إيزابيلا الأولى ملكة قشتالة (1451)
- بارتولوميو دياز (1451)
- جيمس الثالث ملك اسكتلندا (1451)
- أبراهام زاكوتو (1450)
- توماس غري (1451)
- أحمد بن أبي سعيد ميرزا (1451)

## وفيات
- سيجونغ العظيم ملك جوسون (1450)
- هنري السادس عشر، دوق بافاريا (1450)
- عبد الله بن إبراهيم بن شاه رخ (1451)
- باربرا دي تسليه (1451)
- إليزابيث، دوقة لوكسمبورغ (1451)
- شاه العقيق بابا (1451)
- أماديو الثامن، دوق سافوي (1451)
- حسن الألوباطلي (1453)
- قسطنطين الحادي عشر (1453)
- جون دانستابل (1453)
- أبو عبد الله محمد العاشر (1454)
- شرف الدين علي يزدي (1454)

## كتب
- Yves Denis Papin (1998). Chronologie de l'histoire ancienne. Lieu de publication non identifié: Éditions Jean-paul Gisserot. ISBN:2-87747-346-5. OCLC:40746926. مؤرشف من الأصل في 2022-03-16.
- موسوعة حضارة العالم (2002) لأحمد محمد عوف.

## روابط خارجية
- تصفح سنة بسنة عقد 1450 على موقع onthisday.com
- تصفح سنة بسنة عقد 1450 ابتداءً من سنة عقد 1450 على موقع المكتبة الوطنية الفرنسية